# Mường Lạn, Sốp Cộp
Mường Lạn là một xã thuộc huyện Sốp Cộp, tỉnh Sơn La, Việt Nam.
Xã Mường Lạn có diện tích 242,7 km², dân số năm 2019 là 6.159 người, mật độ dân số đạt 25 người/km².